# Der Mann auf dem Baum
Der Mann auf dem Baum ist ein deutscher Fernsehfilm aus dem Jahr 2011. Die Filmkomödie hatte ihre Erstausstrahlung am 23. November 2011 in der ARD, wobei der Film von etwa 4,59 Mio. Zuschauern gesehen wurde, was einem Marktanteil von 14,1 Prozent entsprach.

## Handlung
Der geschiedene Hotelangestellte Hans scheint seinen Sohn Moritz für immer zu verlieren. Seine Ex-Frau Linda will mit ihm und ihrem neuen Freund nach Dänemark auswandern. Obwohl er ein Mann ist, hat er nichts mehr in der Gesellschaft zu sagen, denn Männer sind schließlich Auslaufmodelle der Evolution. Und da der Feminismus längst institutionalisiert ist, die Gesellschaft immer weiblicher wird und er immer weniger Chancen hat, fühlt er sich macht- und ratlos gegen die Entscheidung seiner Ex. Also beschließt er sich auf die Tanzlinde mitten auf dem Marktplatz zu setzen, um dort gegen all diese Ungerechtigkeiten zu protestieren.

## Kritiken
„(Fernseh-)Komödie um Männer, die der Zukunft nicht ins Auge sehen wollen, um sich nicht den Blick zurück auf ihre Jugend zu verstellen, wobei sich der solide gespielte, durchaus unterhaltsame Film nur moderat aufmüpfig zeigt, vielmehr schnell und vorhersehbar in althergebrachte (Lebens- und Liebes-)Konventionen einschwenkt.“

„Mit Mitteln der Komödie inszenierte Martin Gies nach dem Drehbuch von Silke Zertz […] ein ernstes Thema und zeigt einen Mann, der um den Verlust des Sohnes bangt. Andere Leidensgenossen im Film haben mit Frauen ebenfalls Probleme. Männer, legt es der Film nahe, ticken eben anders. […] Jan Josef Liefers […] zeigt hier wieder einmal, dass er jede Rolle spielen kann. An seiner Seite: Die aus Oberhausen stammende Darstellerin Suzan Anbeh […] in der Rolle der Ehefrau, die verständlicherweise das schlechte Gewissen plagt.“

„Der Fernsehfilm ‚Der Mann auf dem Baum‘ allerdings, geschrieben von Silke Zertz, ist einfach nur ziemlich langweilig. […] In ‚Der Mann auf dem Baum‘ hingegen (Regie: Martin Gies) wird eine an und für sich witzige Grundidee mit den Mitteln des Wohlfühlfernsehens umgesetzt, bis von ihr nichts mehr zu erkennen ist. Das Ergebnis – ‚Liebe ist ein Spiel für zwei Personen, es gibt keine Regeln, kein Fairplay, keine Gnade‘ – ist eine mutlose, seichte, rührselige und konventionelle Beziehungsklamotte mit Hang zum Happy End.“

„Die Hälfte der Dialoge in diesem Film gehört gestrichen. Und der Rest ins Gegenteil verkehrt. Dann hätte ‚Der Mann auf dem Baum‘ durchaus lustig werden können. […] Dem ist wenig hinzuzufügen, außer: langweilig! Der Film […] will eine Komödie sein, aber dass Silke Zertz in ihrem Drehbuch immer nur mit dem Stilmittel der Übertreibung arbeitet, ermüdet doch sehr. Übertrieben kalt, egoistisch und eindimensional muss Suzan Anbeh die Ex spielen. Übertrieben ist das Drama des Mannes. Übertrieben sind die Figuren der drei Freunde, die Hans im Krankenhaus kennenlernt.“